# Улида, Тарик
Тарик Оулида (нидерл. Tarik Oulida род. 19 января 1974, Амстердам) — нидерландский футболист марокканского происхождения, выступавший на позиции полузащитника. Наиболее известен по выступлениям за клуб «Аякс» из Амстердама, в составе которого выиграл Лигу чемпионов УЕФА в 1995 году.

## Биография
Тарик Оулида начал свою профессиональную карьеру в клубе «Аякс» в 1992 году. В составе амстердамского клуба он провёл три сезона, сыграв 43 матча и забив 5 голов. В 1995 году он стал частью команды, которая выиграла Лигу чемпионов УЕФА, а также Межконтинентальный кубок.
После успешного периода в «Аяксе» Оулида перешёл в испанскую «Севилью», где провёл два сезона, сыграв 30 матчей и забив 1 гол. В 1997 году он вернулся в Нидерланды, где выступал за «Утрехт» и «АДО Ден Хааг». В 1998 году Оулида переехал в Японию, где играл за «Нагоя Грампус» в течение двух сезонов.
Завершил карьеру Тарик Оулида в нидерландском клубе «ТОП Осс» в 2002 году. За свою карьеру он также сыграл два матча за сборную Нидерландов.